# Gdańskie Towarzystwo Fotograficzne
Gdańskie Towarzystwo Fotograficzne (GTF) – stowarzyszenie non profit z siedzibą w Gdańsku, istniejące od 1947 roku. Celem Towarzystwa jest popularyzacja fotografii i wspieranie inicjatyw związanych z tą dziedziną sztuki na Pomorzu.

## Stowarzyszenie

### Działania
GTF prowadzi kursy i warsztaty fotograficzne, organizuje konkursy i plenery fotograficzne, służy pomocą młodym adeptom fotografii. W Galerii GTF odbywają się regularnie wystawy członków towarzystwa oraz innych zaproszonych fotografików. Celem od samego początku istnienia było krzewienie wiedzy, umiejętności i estetyki fotograficznej, uprawianie fotografii morskiej i krajoznawczej. W pracach członków towarzystwa są obecne zabytki Trójmiasta, ludzie i krajobrazy Pomorza.

### Jubileusz
Towarzystwo w roku 2017 obchodzi 70-lecie działalności i w związku z tym przygotowało kilka wydarzeń okolicznościowych. Główna wystawa jubileuszowa, przygotowana we współpracy z Muzeum Historycznym Miasta Gdańska, prezentująca prace ponad 100 członków Towarzystwa odbyła się w Domu Uphagena przy ul. Długiej 12 w kwietniu–maju 2017. Druga odsłona tej wystawy w Domu Uphagena w listopadzie 2017 nosi tytuł „GTF. 70 lat w Gdańsku”.

### Zarząd GTF
- Adam Fleks – prezes Zarządu (również prezes w latach 2004–2014)
- Katarzyna Wojtczak – wiceprezes Zarządu
- Aleksander Orzechowski – sekretarz
- Marcin Kołakowski – skarbnik
- Wojciech Jung – członek Zarządu

Źródło

### Członkostwo w innych stowarzyszeniach
GTF w latach 1996–2020 roku było członkiem zbiorowym Fotoklubu Rzeczypospolitej Polskiej Stowarzyszenia Twórców – wspierającym rozwój fotografii.

### Spotkania, siedziba i galeria GTF
Do końca lat 80. galeria GTF działała przy ulicy Gospody w Gdańsku-Żabiance.
Od 2008 roku najważniejsze wystawy GTF odbywały się w Domu Uphagena – Oddziale Muzeum Historycznego Miasta Gdańska.
W latach 2004–2016 spotkania GTF odbywały się gościnnie w obiektach Gdańskiego Archipelagu Kultury. Najpierw w Dworku Artura (obecnie Stacja Orunia GAK) a później w pomieszczeniach Sceny Muzycznej GAK w Gdańsku.
Od jesieni 2016 roku cotygodniowe spotkania członków i sympatyków GTF odbywają się w siedzibie stowarzyszenia, przy al. Wojska Polskiego 8-10 w Gdańsku, zaś od kwietnia 2017 w siedzibie towarzystwa działa nowa Galeria GTF.

## Historia
Pod koniec lat 40. XX wieku w Trójmieście osiedliło się wielu twórców z najlepszych polskich szkół fotografii. W 1947 roku  Edmund Zdanowski (wilnianin, uczeń Jana Bułhaka – "ojca polskiej fotografii"), Kazimierz Lelewicz (Wilno), Zbigniew Kosycarz (Kraków) oraz Józef Wadowski wraz z prawnikiem Grzegorzem Konofackim dokonali rejestracji stowarzyszenia pod nazwą „Gdańskie Towarzystwo Fotograficzne”. Prezesem został Kazimierz Lelewicz, a pierwszym członkiem w 1949 Tadeusz Wański (mistrz nastrojowych pejzaży).
Przez dziesięciolecia działalności GTF było i jest miejscem, w którym krzyżowały się drogi wielu wspaniałych polskich fotografów.
Największym sukcesem GTF jako organizacji jest uznanie go w 1971 w São Paulo za najlepsze towarzystwo fotograficzne na świecie wg rankingu prowadzonego ówcześnie przez PSA (Photographic Society of America).
GTF od 15 maja 1996 roku jest członkiem zbiorowym Fotoklubu Rzeczypospolitej Polskiej Stowarzyszenia Twórców – wspierającym rozwój fotografii.
W 2002 roku GTF zostało wyróżnione przez Prezydenta Miasta Gdańska Pawła Adamowicza za opiekę nad gdańską kulturą.
Obecnie GTF tworzą ludzie doświadczeni i młodzi, zawodowi fotograficy oraz pasjonaci robiący zdjęcia dla przyjemności. GTF prowadzi kursy i warsztaty fotograficzne, organizuje konkursy i plenery fotograficzne. Osoby uczące się fotografii zawsze mogą liczyć na pomoc koleżanek i kolegów, którzy chętnie dzielą się umiejętnościami i doświadczeniem.
Członkowie Towarzystwa odnoszą liczne sukcesy artystyczne, a ich prace są nagradzane na polskich i europejskich konkursach fotograficznych.
Jesienią 2016 roku GTF przeniósł swoje cotygodniowe spotkania do siedziby przy al. Wojska Polskiego 8-10 w Gdańsku.